# Fladrafinil
Ne doit pas être confondu avec Flmodafinil.
Le fladrafinil (nom de code de développement CRL-40,941), également connu sous le nom de fluorafinil ou bisfluoroadrafinil, est un agent favorisant l'éveil, apparenté au modafinil, qui n'a jamais été commercialisé,,. Il est vendu en ligne et utilisé de manière non médicale comme nootropique,,.
Le modafinil et ses analogues sont connus pour agir comme des inhibiteurs de la recapture de la dopamine (IRD), ce qui serait à l'origine de leurs effets favorisant l'éveil. Chimiquement, le fladrafinil est un dérivé de l'adrafinil (N-hydroxymodafinil) et est également connu sous le nom de bisfluoroadrafinil (il s'agit du dérivé de l'adrafinil avec un substituant bis(4-fluoro) sur le noyau phényle). Il est étroitement lié au flmodafinil (CRL-40,940 ; bisfluoromodafinil),,.

## Pharmacologie
Il a été constaté que le fladrafinil produit des effets anti-agressifs chez les animaux, ce que l'adrafinil n'induit pas. Le fladrafinil aurait, à cet égard, une action 3 à 4 fois plus puissante que l'adrafinil.

## Propriétés chimiques
Parmi les analogues du fladrafinil, on trouve le modafinil, l'armodafinil ((R)-modafinil), l'esmodafinil ((S)-modafinil), l'adrafinil (CRL-40,028 ; N-hydroxymodafinil), le flmodafinil (CRL-40,940 ; bisfluoromodafinil) et le CE-123, entre autres.

## Histoire
Le fladrafinili semble avoir été breveté pour la première fois dans les années 1980.

## Recherche
La pharmacocinétique du fladrafinil est en cours d'étude.